# أحمد الغندور (أبو أنس)
أحمد ناجي الغندور؛ أبو أنس (1967–2023) قيادي فلسطيني ولد في مخيم جباليا لأسرة مُهجرة من يافا، وهو عضواً في المجلس العسكري العام لكتائب الشهيد عز الدين القسام وقائد لواء الشمال، وكان من المقربين إلى محمد الضيف القائد العسكري للحركة. أعلنت كتائب القسام ارتقائه بغارة جوية إسرائيلية بتاريخ 26 نوفمبر 2023 خلال عملية طوفان الأقصى. واستشهدت زوجته وابنته في استهداف إسرائيلي عام 2014، واستشهد ابناه في الخطوط القتالية بتاريخ 7 أكتوبر 2023.

## حياته النضالية
أول مهمة قام بها أبو أنس الغندور ضد الاحتلال الإسرائيلي كانت عام 1984، وذلك في أول خلية عسكرية جرى تشكيلها. وتعرض لمحاولتي اغتيال بارزة عام 2002، وعام 2012، واعتقل 6 سنوات عند الاحتلال، و5 عند السلطة الفلسطينية.
وقاد الغندور لواء الشمال في محطات تاريخيّة بارزة، ومعارك ضارية خاضها ضد العدو، ومنها معركة أهل الجنة، ومعركة أيام الغضب، ومعركة الفرقان وما تلاها من معارك كان له فيها دور في مجابهة الاحتلال الإسرائيلي.
نُسب لأبي أنس تنظيم مئات العمليات الاستشهادية في مطلع انتفاضة الأقصى، ومنها: عملية ريم الرياشي، وعملية اقتحام ميناء أسدود، والتي نفذها الاستشهاديان محمود سالم ونبيل مسعود، وعمليات أخرى كثيرة.
يصف الاحتلال الإسرائيلي الغندور بصاحب الأرواح السبعة، نظراً للمحاولات الكثيرة لاغتياله دون جدوى، حتى لقي الله شهيدا في معركة طوفان الأقصى.